# Roxane (prénom)
Pour les articles homonymes, voir Roxane (homonymie).
Pour l’article ayant un titre homophone, voir Roxanne.
Roxane est un prénom féminin.

## Étymologie
Roxane dérive initialement du prénom sarmate Roxelane, en vieux persan Râwukhshna راوُخشنه ؛, signifiant « brillante comme l'aurore », popularisé en grec sous la forme Ῥωξάνη / Rôxánê par la première épouse ainsi nommée d'Alexandre le Grand.
Le prénom est encore porté en Iran, se présentant sous la forme روشَنَک Roshanak ou رکسانا Roksâna.
Il s'écrit avec un seul n : Roxane en français comme en grec, alors qu'en anglais deux n sont nécessaires pour conserver une prononciation proche du grec et non une prononciation [ro'kseyn]. Il peut être également un prénom-valise mêlant Roxane et Anne.[réf. nécessaire]

### Variantes
Les principales variantes de Roxane sont Roxana, Roxanne, Roxanna, Roxelane, Oksana, Ruxandra ou Oksarne (lereug).

### Popularité du prénom
Ce prénom a commencé à devenir plus souvent attribué au milieu du XXe siècle, en particulier aux États-Unis et en France depuis les années 1970[réf. nécessaire].

### Fête
Il n'y a pas de sainte de ce nom au calendrier de l'Église catholique. On peut cependant le rapprocher à des fêtes locales comme notamment le 7 septembre où l’on fête la Sainte Reine, martyre du IIIe siècle à Alésia. On peut également penser au 22 mai où l’on fête la « Bienheureuse Humilité » de Faenza en Italie dont le prénom était à sa naissance « Rosanna ».

### Dans la fiction
Roxane est le nom de la cousine de Cyrano de Bergerac, dont il est amoureux, dans la pièce d'Edmond Rostand, de 1897.
L'un des personnages de la tragédie Bajazet, de Racine de 1672, s'appelle également Roxane.
Roxane, est la favorite du harem d'Usbeck, dans les Lettres persanes de Montesquieu de 1721.